# Никифор (Хория)
Епи́скоп Ники́фор (рум. Episcopul Nichifor, в миру Николае Хория, рум. Nicolae Horia; 14 ноября 1967, Брэила) — епископ Румынской православной церкви, епископ Ботошанский, викарий Ясской архиепископии.

## Биография
Родился 14 ноября 1967 года в Брэиле. С 1982—1986 годы обучался в Национальном колледже им. Богдана Петричейку Хашдеу в Бузэу, а в 1988—1993 годы был студентом факультета механики Галацкого университета со специализацией «тепловые машины». Завершил курсы с дипломной диссертацией «проектирование двигателя внутреннего сгорания MAN, рядный шестицилиндровый двигатель» (Proiectarea motorului cu ardere internă MAN, 6 cilindri în linie).
В 1993—1997 годы обучался на пастырском отделении факультета православной теологии в Яссах, где получил степень бакалавра, представив диссертацию «Духовные отношения между родителями и сыном в египетском Патерике» (Relaţia părinte-fiu duhovnicesc în Patericul Egiptean). В 1993 году поступил в Монастырь Сихла в жудеце Нямц. 23 декабря 1995 года был подстрижен в монашество. 2 февраля 1996 года в Монастыре Трёх Святителей в Яссах был рукоположён в сан иеромонаха митрополитом Молдавским и Буковинским Даниилом (Чоботей).
В 2001 году он был назначен игуменом Монастыря Трёх Святителей, а в 2004 году был возведён в сан протосинкелла. В период с марта по июль 2007 года он был секретарём в эксархатском секторе Ясской архиепископии, а в 2008 году получил звание архимандрита от архиепископа Ясского и митрополита Молдовы и Буковины Феофана (Саву).
В 2008 году поступил в магистратуру факультета православной теологии в Яссах, а в 2010 году защитил магистерскую диссертацию «Пастырские методы и средства, используемые Святым Никодимом Святогорцем и отцом Петре Винтилеску».
В февраля 2009 года архимандрит Никифор Хория назначен экзархом (благочинным) монастырей Ясской архиепископии.
Помимо священнический обязанностей, проявил себя как автор многочисленных статей по духовным или богословским темам в специализированных журналах, в газете «Lumina» и на портале Doxologia.ro. Прошёл курсы повышения квалификации для музеографов и гидов в церковных музеях, сертификат выдан Государственным секретариатом по культам — Управлением по связям с культами..
20 сентября 2018 года на факультете православной теологии им. Думитру Стэнилоае в Яссах защитил докторскую диссертацию «практика экзорцизма в Православной Церкви. Литургические, канонические и пастырские аспекты» (Practica exorcizării în Biserica Ortodoxă. Aspecte liturgice, canonice şi pastorale).
Митрополичий синод Молдовской и Буковинской митрополии, собранный 2 февраля 2021 года под председательством митрополита Феофана, предложил двух кандидатов на пост епископа-викария Ясской архиепископии, который оставался вакантным после епископа Каллиника (Думитриу) в архиепископом Сучаский и Рэдэуцким: архимандрит Никифор (Хория), который был настоятель монастыря Трёх Святителей в Яссах и административного экзарха монастырей Ясской архиепископии, и архимандрит Иоанн (Харпа), настоятель монастыря Попэуци в Ботошани и экзарх монастырей Ботошанского округа. Эти два предложения были одобрены членами Синода и представлены Священному Синоду Румынской православной церкви, который 25 февраля 2021 года 40 голосами из 49 действительных избрал архимандрита Никифора епископом-викарием Ясской архиепископии с титулом «Ботошанский».
7 марта 2021 года в Митрополитском соборе в Яссах состоялась его архиерейская хиротония, которую совершили иерархи Молдавско-Буковинской и Бессарабской митрополий: митрополит Феофан (Саву), архиепископ Кишинёвский, митрополит Бессарабский и экзарх Плэюрий Петр (Пэдурару), архиепископ Сучавский и Рэдэуцкий Каллиник (Думитриу), архиепископ Романский и Бакэуский Иоаким (Джосану), епископ Хушский Игнатий (Триф), епископ Бельцский Антоний (Телембич), епископ Южной Бессарабии Вениамин (Горяну) и епископ Дамаскин (Лукьян)